# عبد الله أحمد الحايكي
عبد الله أحمد عبد الله صالح موسى الحايكي (ولد في 22 أغسطس 2000 في المحرق، البحرين) لاعب كرة قدم بحريني يجيد اللعب في مركز المهاجم. يلعب حاليا لصالح المحرق الذي ينافس في الدوري البحريني الممتاز منذ 2018.